# Iguanura palmuncula
Iguanura palmuncula är en enhjärtbladig växtart som beskrevs av Odoardo Beccari. Iguanura palmuncula ingår i släktet Iguanura och familjen Arecaceae.

## Underarter
Arten delas in i följande underarter:
- I. p. magna
- I. p. palmuncula